# Raimundo Ximenes Filho
Raimundo Ximenes Filho (  Nasceu em 1924 em no lugar Timbaúba, Ceará) foi o primeiro prefeito do município de Francinópolis, Piauí.

## Biografia
Raimundo Ximenes Filho retirando-se da seca de 1942 chega ao Piauí e ficou no povoado Papagaio, povoado esse que foi emancipado a município, por meio da lei estadual número 2112, de 12 de Junho de 1962, com a denominação de Francinópolis e Raimundo Ximenes Filho foi nomeado o primeiro prefeito do recém-criado município, por decreto do governador do Piauí, Francisco das Chagas Caldas Rodrigues, e ficou no mandato de prefeito de Francinópolis no período de 2 de maio de 1962 a 1 de Fevereiro de 1963, até a posse do eleito por eleição direta Pedro Lopes da Silva. 

## Feitos da administração
- Instalação e institucionalização do município;
- Criação do primeiro ordenamento jurídico do município(leis, decretos, portarias e outros)
- Estruturamento inicial da prefeitura do município;
- Suporte à primeira eleição municipal.